# 南开大学物理科学学院
南开大学物理科学学院，简称南开大学物理学院，前身是创建于1919年的南开大学物理系，是南开大学理科建立最早的系之一。物理学家吴大猷教授曾在该系执教，诺贝尔奖得者杨振宁、李政道是该系的名誉教授。
1952年，高校院系调整，天津大学的物理系并入南开大学。1958年10月，南开大学物理系建成中国高校第一座实验性原子反应堆。1960年6月11日，南开大学决定在物理系原子核专业和化学系放射化学专业基础上成立原子能系，并于7月29日正式命名为物理二系。1965年，南开大学物理二系的原子核物理和放射化学两个专业师生整体并入兰州大学。
目前，南开大学物理学院位于南开大学八里台校区，毗邻南开大学主楼。
南开大学物理系教职工邢晓东曾经爆出多个丑闻，包括滥用职权，损公肥私，挪用学生活动经费中饱私囊，性骚扰女生等。